# 保田村
保田村（やすだむら）は、和歌山県有田郡にあった村。現在の有田市中心部の東方一帯にあたる。

## 地理
- 山岳：明神山、北山、平見山
- 河川：有田川

## 歴史
- 1889年（明治22年）4月1日 - 町村制の施行により、下中島村・千田村・辻堂村・星尾村・山田原村の区域をもって成立。
- 1954年（昭和29年）1月19日 - 箕島町・糸我村・宮原村と合併して有田町が発足。同日保田村廃止。

## 経済
農業
紀州蜜柑の産地として知られ一箇年の産額10余万円に達する。『大日本篤農家名鑑』によれば、保田村の篤農家は「上山儀助、上山吉郎、上山甚太郎、上山良蔵、上山英一郎、上山一郎兵衛、石井善七、御前七郎右衛門、御前喜八郎、御前政一郎、川島源八、貴志増右衛門、島津音吉、島津半、山崎龍之助」などである。
組合
- 保田信用購買組合[1]

## 地域

### 健康
医師
- 御前慶造[3]（1896年生[4]、利平次の四男、綱一の弟[4]、喜八郎の養子[4]、岡山医大を卒業し同校研究部に勤務、1932年に開業[4]）
- 根来壽輔[3]

## 交通

### 鉄道路線
村域を日本国有鉄道紀勢西線（現・紀勢本線）が通過したが、駅は所在しなかった。

### 道路
- 国道42号

## 出身人物
- 上山市郎兵衛（実業家） - 南海水力電気社長。内外除虫菊会長。
- 上山英一郎（実業家） - 大日本除虫菊創業者。山田原出身。
- 上山英三（銀行家） - 台湾銀行頭取。
- 上山薫（実業家） - 内外除虫菊社長。
- 十五代上山勘太郎（実業家） - 大日本除虫菊社長。
- 十六代上山勘太郎（実業家） - 大日本除虫菊社長、会長。